# Teofanis Gekas
Teofanis Gekas (ur. 23 maja 1980 roku w Larisie) – grecki piłkarz występujący na pozycji napastnika.

## Kariera klubowa
Gekas profesjonalną karierę zaczynał w AE Larisa w 1998 roku. W rodzinnym mieście kopał piłkę do 2001 roku. Wtedy przeszedł do II-ligowej wówczas Kallithei. Jednak już po jednym sezonie Kallithea przy wydatnej pomocy Gekasa awansowała do I ligi. W barwach Kallithei w ekstraklasie zagrał 73 mecze i strzelił 32 gole. W końcu zawodnikiem zainteresował się Panathinaikos AO, do którego przeszedł w 2005 roku. Przez 1,5 sezonu występów dla zespołu Koniczynek rozegrał 46 meczów i zdobył 16 goli. Nie jest to niesamowity wynik jak na napastnika, ale niespodziewanie zdecydował się go wypożyczyć VfL Bochum. Gekas osiągnął w Bundeslidze życiową formę – w 33 meczach zdobył 20 goli i o 4 bramki wyprzedził Roya Makaaya i Alexandra Freia, tym samym został królem strzelców w swoim pierwszym sezonie w lidze naszych zachodnich sąsiadów. Od początku sezonu 2007/2008 występował w Bayerze 04 Leverkusen, z którym podpisał 4-letni kontrakt. Kosztował 4,7 miliona euro. Na początku lutego 2009 roku Gekas został wypożyczony do Portsmouth FC. W grudniu 2009 roku został wypożyczony na pół roku do Herthy BSC, po czym wrócił do Bayeru. 19 maja 2010 podpisał dwuletnią umowę z Eintracht Frankfurt. Następnie grał w Samsunsporze, Levante UD, Akhisar Belediyesporze i Konyasporze. W 2014 roku wrócił do Akhisar Belediyesporu. W 2015 przeszedł do Eskişehirsporu, a w 2016 do FC Sion.

## Kariera reprezentacyjna
Gekas w 59 meczach strzelił dla Grecji 21 bramek. Połowę z tych goli zdobył w czasie eliminacji do Mistrzostw Świata w 2010 roku, zostając królem strzelów europejskich eliminacji. 9 września 2010 postanowił zakończyć karierę reprezentacyjną.